# أحمد حسن جبوبي
أحمد حسن جبوبي (بالصومالية: Axmed xasan Gaboobe)‏ سياسي صومالي شغل منصب وزير العدل والشؤون الدينية في الصومال في الفترة ما بين 27 يناير 2015 و6 فبراير 2015 في حكومة رئيس الوزراء عمر عبد الرشيد علي شرماركي .  وخلفه في المنصب عبد الله أحمد جامع